# Inspiration Lake
Inspiration Lake (traditioneel Chinees: 迪欣湖); officiële naam The Inspiration Lake Recreation Centre (traditional Chinees: 迪欣湖活動中心) is een 12-hectare groot, kunstmatig meer. Het is gelegen in Penny's Baai, Lantau, Hongkong. Het is eigendom van Hong Kong International Theme Parks, een organisatie van The Walt Disney Company en de regering van Hongkong.
Het meer, dat officieel is geopend op 16 augustus 2005, is gebouwd als deel van Hong Kong Disneyland Resort. Het wordt gebruikt voor recreatie en als een irrigatiereservoir.
Het park is elke dag van 09:00 tot 19:00 open. De entree is gratis.